# 1773 год в театре
1773 год в театре

## События
- В Стокгольме королём Густавом III основаны труппы Королевской оперы и Королевского балета.
- В Лондоне открылся Амфитеатр Филипа Эстли[англ.], считающийся первой современной цирковой ареной.

### Постановки
- 18 января, Стокгольм — в Танцевальном зале состоялась премьера оперы Франческо Уттини «Фетида и Пелей», первой оперы на шведском языке и первой постановки Шведской королевской оперы. Главные роли исполнили Карл Стенборг, Элизабет Олин и Хедвиг Вигерт[англ.].
- 30 декабря, Версаль — в Королевской опере Версаля состоялась премьера оперы-балета Андре Гретри «Цефал и Прокрис» по либретто Жан-Франсуа Мармонтель, балетмейстер Гаэтано Вестрис.

## Деятели театра

### Родились
- 20 апреля (1 мая), Москва — Фёдор Кокошкин, русский театральный деятель, драматург, переводчик пьес; первый директор московской труппы императорских театров.
- ? Валенсия — Луи Галлодье, первый балетмейстер Шведского королевского балета.

### Скончались
- 11 апреля, Мангейм — итальянский дирижёр и композитор Карло Груа[итал.].
- 12 апреля, Лондон — английская оперная певица и актриса Элизабет Янг[англ.].
- ? — английская танцовщица и актриса Эстер Сантлоу[англ.], первая профессиональная балерина Англии.